# Altes Leipziger Tor

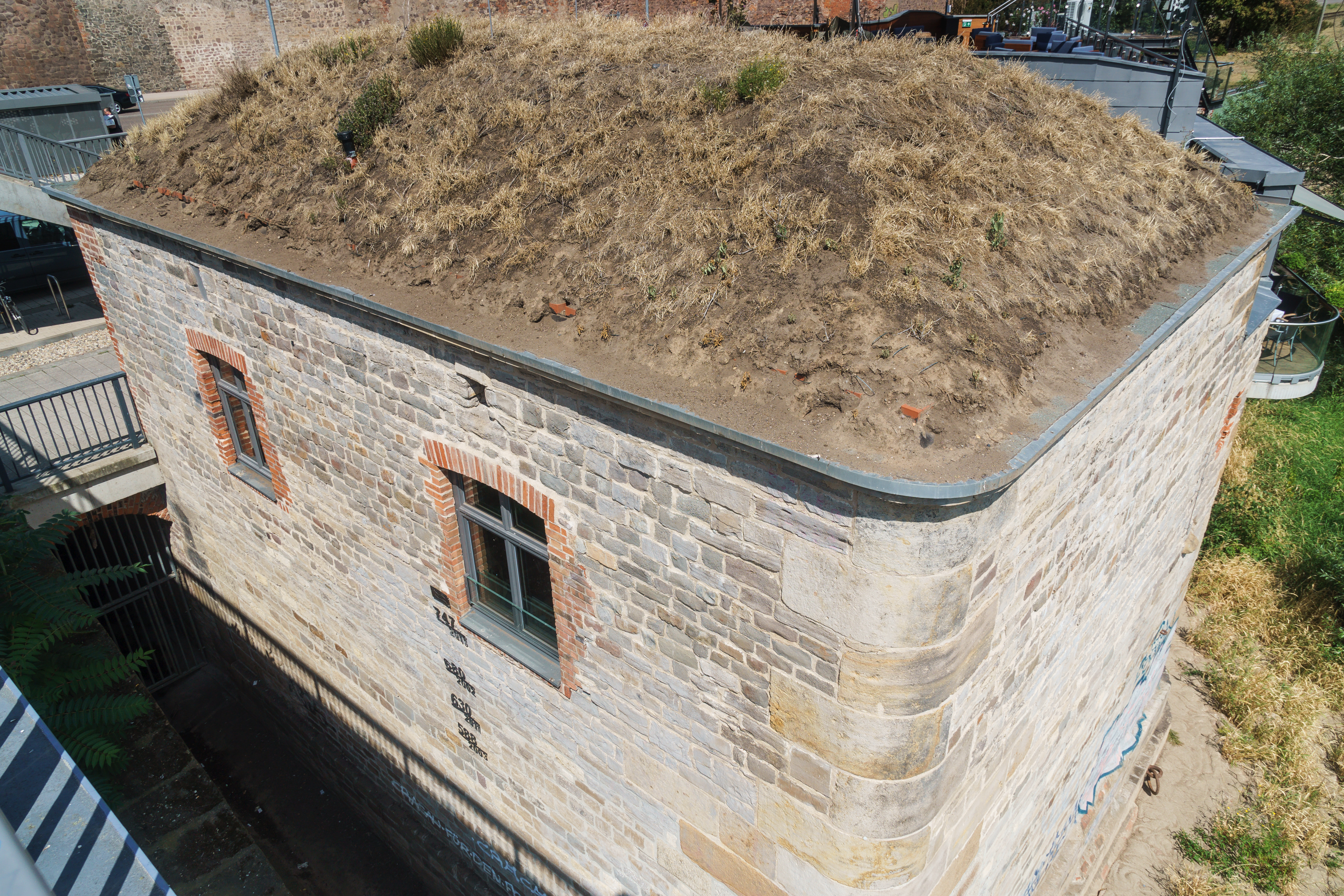
Erhalten gebliebene östliche Kasematte des Eisenbahnfestungstores, Blick von Süden, 2022

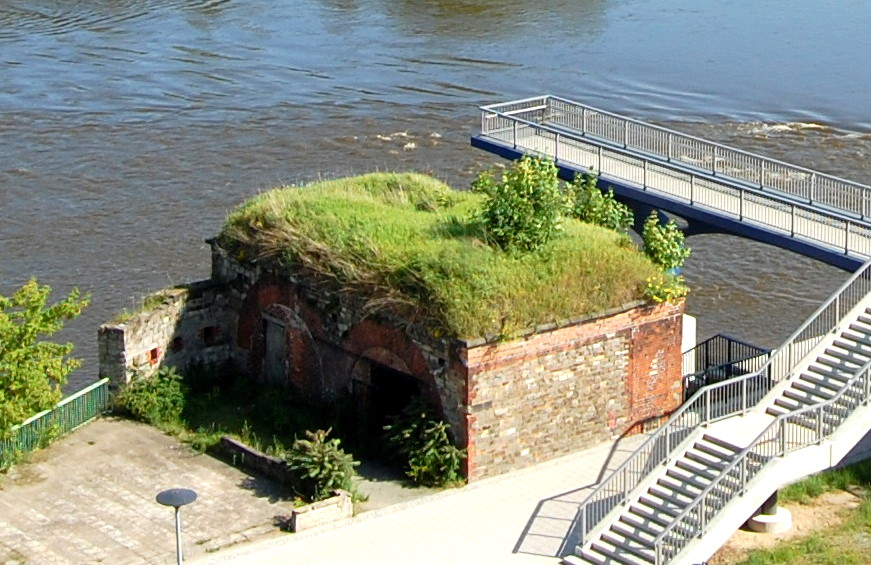
Blick von Südwesten, dahinter der überspülte Domfelsen, 2009

Das Alte Leipziger Tor war ein Eisenbahnfestungstor der Festung Magdeburg und ist in Teilen erhalten geblieben.

## Lage
Die Anlage befindet sich in der Magdeburger Altstadt, östlich des Schleinufers unmittelbar an der Elbe.

## Architektur und Geschichte
Es ist das älteste in Deutschland gebaute Eisenbahnfestungstor und entstand mit dem Bau der preußischen Eisenbahnstrecke Magdeburg–Leipzig durch die Magdeburg-Leipziger Eisenbahn-Gesellschaft zwischen 1837 und 1840. Da Magdeburg als Festungsstadt vollständig von Festungsanlagen umgeben war, musste die Eisenbahn über ein eigenes militärisch gesichertes Tor in die Festung geführt werden. Es entstand ein dreiteiliges, zwischen zwei Kasematten angelegtes Tor. Die östliche Kasematte wurde in die Elbe hineingebaut, die hier über den Domfelsen fließt. Westlich des Tors lag, unmittelbar südlich des Magdeburger Doms, die Bastion Cleve. Vor dem Tor befand sich ein Graben mit Zugbrücke, die jedoch noch vor 1870 wieder beseitigt wurde.
Erhalten geblieben ist die östliche, aus Bruchsteinmauerwerk errichtete, heute unter Denkmalschutz stehende Kasemattenbatterie. Im Inneren befinden sich Ziegelgewölbe, die seit 2017 ein Restaurant beherbergen. Bedeckt wird die Anlage von einer Erdabdeckung. Das Traufgesims ist aus Werkstein gearbeitet.